# Mas de las Matas
Mas de las Matas – gmina w Hiszpanii, w prowincji Teruel, w Aragonii, o powierzchni 29,99 km². W 2011 roku gmina liczyła 1360 mieszkańców.